# Löbbecke-Felsen

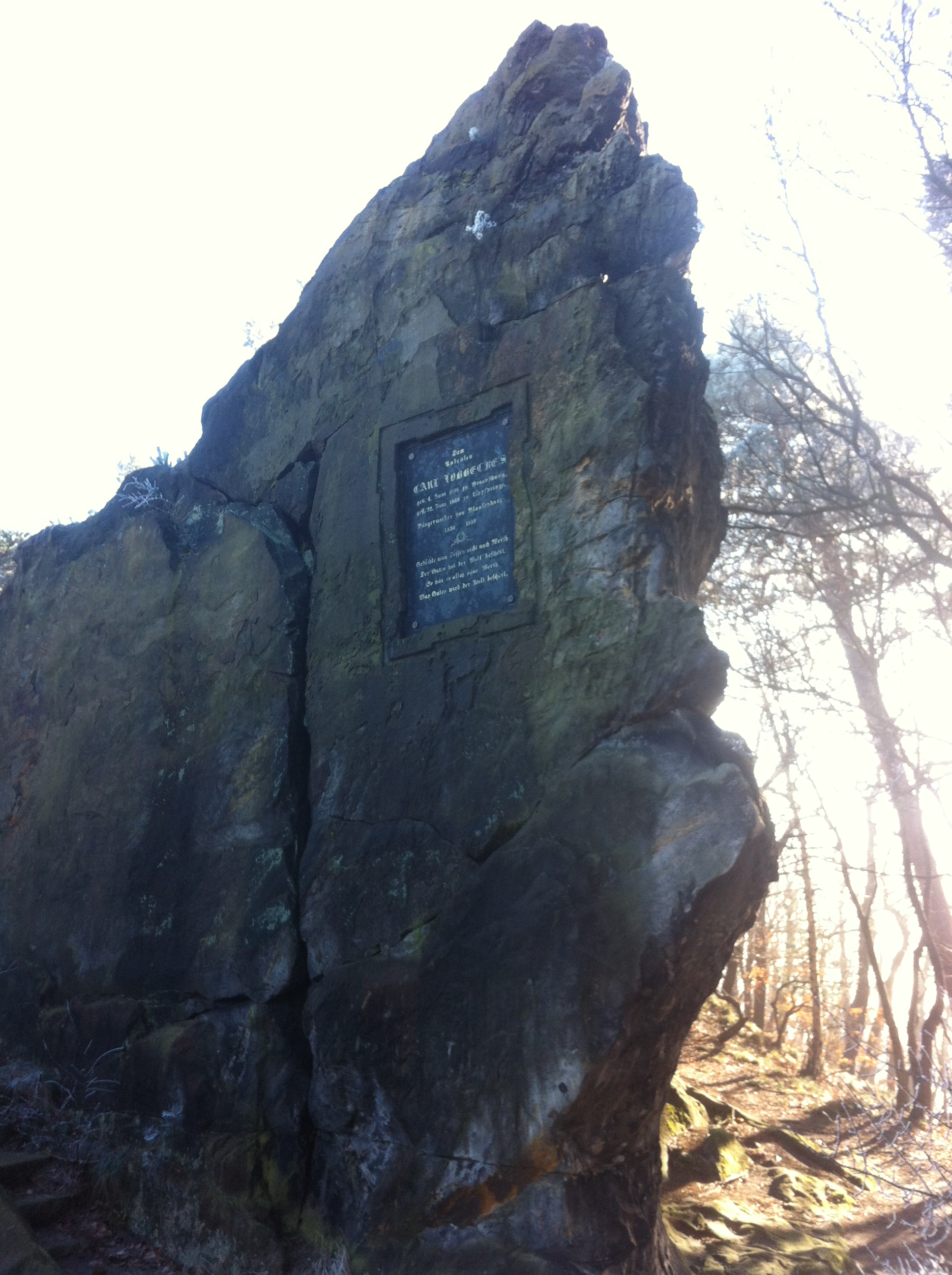
Löbbecke-Felsen

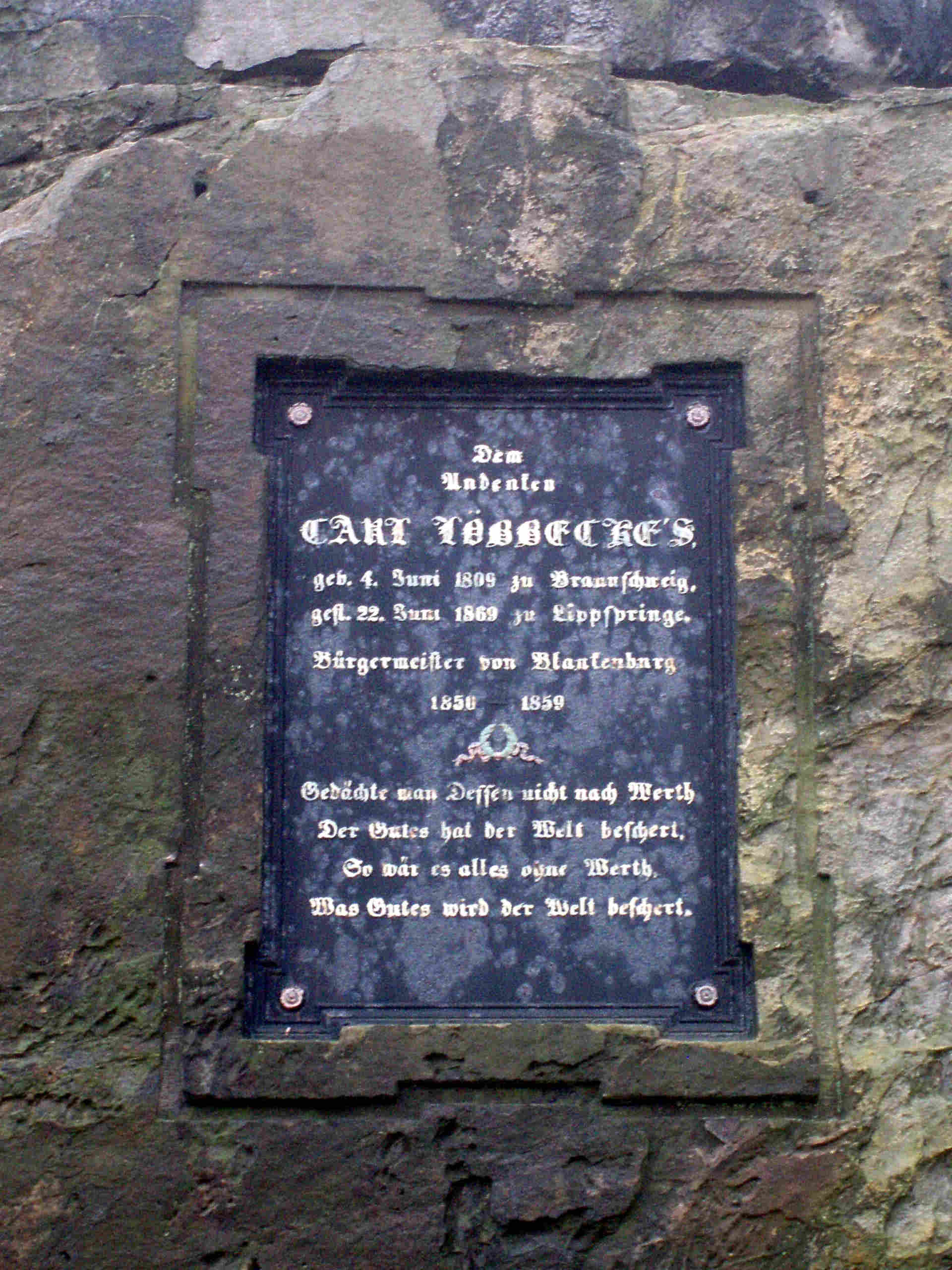
Gedenktafel

Der Löbbecke-Felsen ist eine markante Felsformation im westlichen Teil der Teufelsmauer im nördlichen Harzvorland bei Blankenburg im Landkreis Harz, Sachsen-Anhalt.
In die Westseite des Felsens ist eine gusseiserne Gedenktafel an den Blankenburger Bürgermeister Carl Löbbecke eingefügt. Sie lautet:
Dem

Andenken

Carl Löbbecke’s,

geb. 4. Juni 1809 zu Braunschweig

gest. 22. Juni 1869 zu Lippspringe,

Bürgermeister zu Blankenburg

1850-1859

Gedächte man Dessen nicht nach Werth

Der Gutes hat der Welt Beschert,

So wäre es alles ohne Werth,

Was Gutes wird der Welt beschert.
Am Felsen vorbei führt der sich entlang des Kamms der Teufelsmauer ziehende Kammweg, der auch als Löbbecke-Stieg bezeichnet wird.